# Gaëtan Paletou
Gaëtan Paletou, né le 23 juin 1992 à Pau (Pyrénées-Atlantiques), est un pilote automobile français. Lauréat de la GT Academy, challenge organisé par Nissan en 2014, il fait ses débuts en endurance l'année suivante.

## Biographie
À l'instar de Jann Mardenborough, Gaëtan Paletou s'inscrit à la GT Academy Europe, une compétition organisée par Nissan sur le jeu vidéo Gran Turismo 6 ; le Français s'impose devant de nombreux autres joueurs, notamment lors de la dernière course, et devient le lauréat de l'édition 2014 de la GT Academy Europe,, alors qu'il « ne pensait pas avoir ce qu'il fallait pour devenir pilote ». 
Avec les vainqueurs sur les autres continents, Paletou est l'un des cinq membres de l'équipage Nissan sur les 24 Heures de Dubaï 2015. Après une course mouvementée, les pilotes novices terminent cinquième du classement général et deuxième de leur catégorie. En European Le Mans Series, Paletou s'engage dans la catégorie LMP3 sur une Nissan et termine deuxième de sa catégorie à Silverstone pour sa première course. 

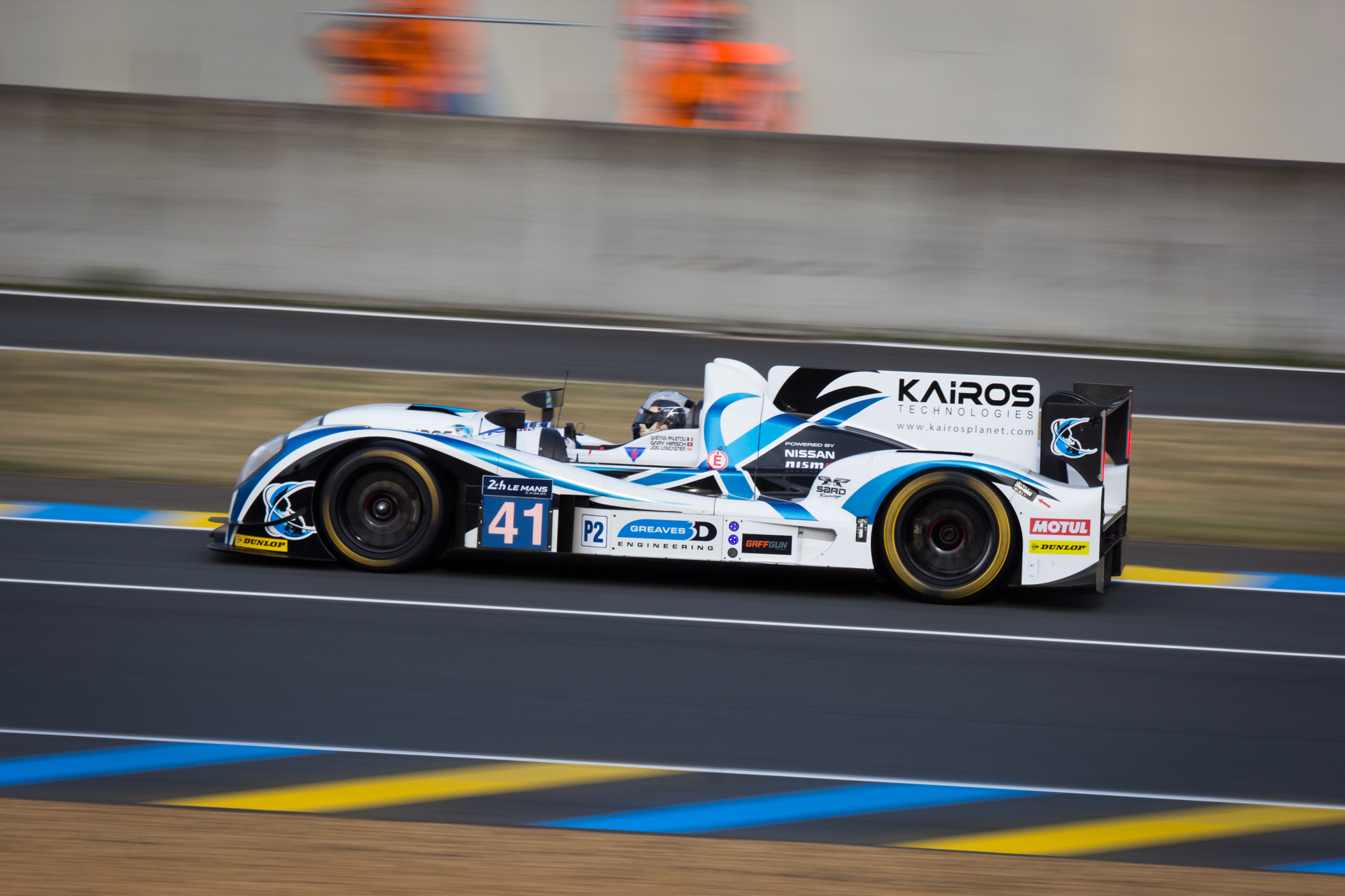
La Gibson 015S de Gaëtan Paletou lors des 24 Heures du Mans 2015.

Paletou participe ensuite à la Journée Test des 24 Heures du Mans 2015, sur une LMP2 de Greaves Motorsport. Alors qu'il n'est pas censé prendre le départ de la classique mancelle, le chef de Greaves annonce finalement à Paletou qu'il remplace Björn Wirdheim, et qu'il fera ses débuts aux 24 Heures du Mans, moins d'un an après avoir piloté pour la première fois une voiture de course,. Il débute la semaine mancelle par une sortie de route à plus de 300 km/h lors des essais qualificatifs. Vient ensuite la course, où l'équipage qu’il forme avec Gary Hirsch et Jon Lancaster parcourt 71 tours avant d'être contraint à l’abandon durant la 6e heure à cause d'un problème de batterie alors que le Français n’avait pas encore pris le volant,,.
De retour en European Le Mans Series, il termine vice-champion LMP3, remportant la victoire lors des 4 Heures d'Estoril, dernière manche de la saison.
En février 2016, malgré une saison 2015 très satisfaisante, Gaëtan Paletou annonce son départ de la GT Academy, notamment à la suite de la fin du programme Nissan en LMP1, ce qui met en doute le futur de l'académie de jeunes pilotes du constructeur nippon,. La GT Academy a permis à ses yeux « une évolution physique et mentale », ce qui s'est notamment traduit par une perte de 15 kilos à la suite de sa victoire en 2014. À noter qu'il réalise durant l'année une pige dans le championnat VdeV.

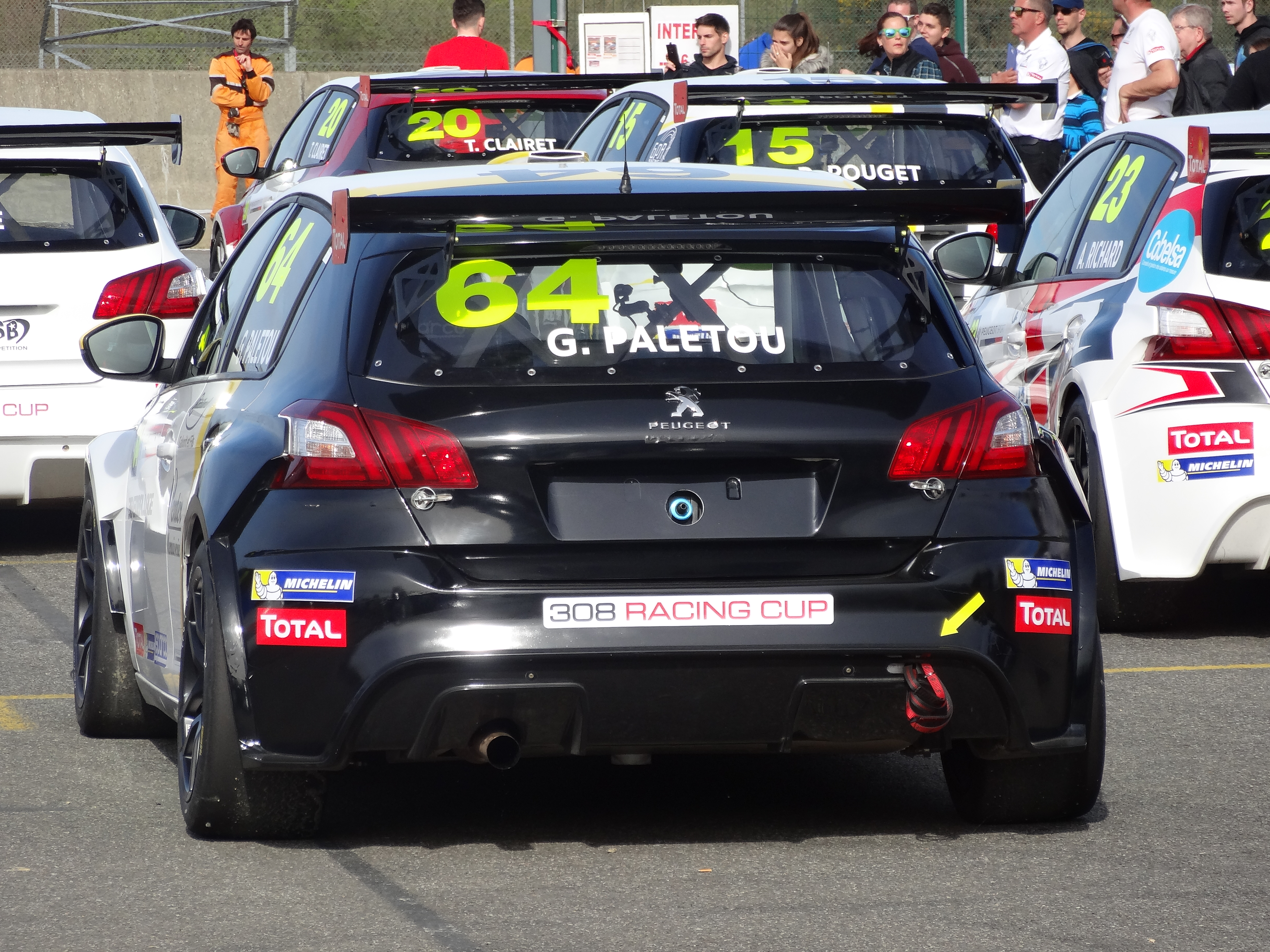
Gaëtan Paletou en 2018 à Nogaro.

En 2017, Paletou s'oriente vers la Peugeot 308 Racing Cup dans le but de devenir pilote officiel Peugeot. Il s'impose à une reprise lors de la manche du Grand Prix de Pau malgré un problème de freins et une inexpérience des courses urbaines. Il déclare à ce propos : « je suis né ici, j’habite ici. Pour moi, c’est un rêve de gosse ». Il monte à nouveau sur le podium en finissant 3e à Dijon et termine la saison à la 5e place au championnat. Il réalise aussi une pige en Michelin Le Mans Cup à l'occasion de la manche au Castellet. Il continue en Peugeot 308 Racing Cup l'année suivante.

## Résultats aux 24 Heures du Mans
| Saison | Écurie             | Voiture            | Coéquipiers               | Classe | Tours | Pos.    | Class. Pos. |
| ------ | ------------------ | ------------------ | ------------------------- | ------ | ----- | ------- | ----------- |
| 2015   | Greaves Motorsport | Gibson 015S-Nissan | Gary Hirsch Jon Lancaster | LMP2   | 71    | Abandon | Abandon     |